# Čačinci
Čačinci est un village et une municipalité située en Slavonie, dans le comitat de Virovitica-Podravina, en Croatie. Au recensement de 2001, la municipalité comptait 3 308 habitants, dont 86,97 % de Croates et 7,95 % de Serbes et le village seul comptait 2 349 habitants.

## Localités
La municipalité de Čačinci compte 12 localités :
- Brezovljani Vojlovički - 73
- Bukvik - 249
- Čačinci - 2.349
- Humljani - 181
- Krajna - 31
- Krasković - 13
- Paušinci - 217
- Prekoračani - 5
- Pušina - 57
- Rajino Polje - 46
- Slatinski Drenovac - 72
- Vojlovica - 15